# Трэп
Трэп (англ. Trap music, МФА: [træp ˈmju:zɪk]) — поджанр хип-хопа, уходящий корнями в поздние 1990-е годы на юге США.
В музыке широко используются многослойные синтезаторы, на которых ведётся мелодия с жёсткой линией; хрустящие, грязные и ритмичные рабочие барабаны; глубокие барабаны-бочки, либо мощные суббасовые партии; хай-хэты, ускоренные в два, три и более раз. Также применяются семплированные партии струнных, медно-духовых, клавишных инструментов, вырезанные из кинематографической и симфонической музыки, создающие общую тёмную, грубую, зловещую и мрачную атмосферу для слушателя. Темп типичного трэп-трека — в районе 140 ударов в минуту. Основные характеристики сформированы в работах продюсера Шоти Редда.
Для текстов характерно угрожающее, холодное, воинственное содержание, типичные сюжеты — наблюдения из уличной жизни, о нищете, жестокости, тяготах в «ловушке» (англ. trap), тяжёлом опыте в городской среде.

## История

### 1990-е — начало 2000-х: Происхождение
Термин «трэп» используется для обозначения того места, где проводятся наркосделки, и того, как трудно вырваться из этого стиля жизни. Термин возник в Атланте (штат Джорджия), где такие рэперы, как Кул Бриз, Dungeon Family, Outkast, Goodie Mob и Ghetto Mafia, были одними из первых, кто использовал данный термин в своей музыке. Фанаты и критики начали называть рэперов, чьей первичной темой текстов являлась наркоторговля, «трэп-рэперами» (англ. trap rappers). Дейвид Дрейк из журнала Complex написал, что «трэп в начале 2000-х не был жанром, он был реальным местом», а уже впоследствии этот термин был принят для обозначения «музыки, сделанной об этом месте». В начале 1990-х рэперы UGK, Эйтболл и Эм-Джей-Джи, Three 6 Mafia, Кул Бриз, Мастер Пи и Ghetto Mafia были среди тех первых рэперов, которые попытались ввести «трэп»-лайфстайл в свою музыку. В 1992 году трек «Pocket Full of Stones» группы UGK был одной из самых ранних трэп-записей, предназначенной для того, чтобы издаться на их дебютном альбоме на мейджор-лейбле Too Hard to Swallow (в переводе с англ. — «Слишком трудно принять»). Также он был включён в фильм 1993 года «Угроза обществу» (англ. Menace II Society). В 1996-м Мастер Пи выпустил сингл «Mr. Ice Cream Man» со своего пятого студийного альбома Ice Cream Man (в переводе с англ. — «Мороженщик»).

### 2000-е — середина 2010-х: Рост популярности в мейнстриме
В период от начала до середины 2000-х трэп-музыка начала признаваться как самостоятельный жанр после успеха ряда альбомов и синглов с текстами, охватывающими такие темы, как жизнь в «ловушке» (англ. the trap), наркоторговля и борьба за успех. Несколько южных рэперов с наркодельцами, такие как Ти-Ай, Янг Джизи и Рик Росс, спродюсировали кроссовер-хиты и помогли расширить популярность жанра, с трэп-записями, начинающими появляться всё чаще на микстейпах и радиостанциях за пределами Юга. Хоть трэп-артисты были отчасти разнообразны в стилях их продакшна, фирменный и являющийся квинтэссенцией трэп-звук (как правило, выстроенный вокруг синтов, оркестра и струнной зыби с плотными, басовитыми 808-ми барабанами), который стал связан с жанром, был создан в Атланте в ходе прорыва трэпа в середине 2000-х. Некоторые из заметных трэп-продюсеров в промежуток с середины до конца 2000-х включали в себя таких, как Диджей Тумп, Fatboi, Драмма-Бой, Шоти Редд, Д. Рич и Зайтовен. Первая волна трэп-звука создавалась под впечатлением от ранних южных продюсеров, таких как Лил Джон, Мэнни Фреш и Диджей Пол.
Если не считать Outkast, дайте подумать, Goodie Mob… если не считать их, перед тем, как я вошёл в игру, были Лил Джон, Outkast, Goodie Mob, хорошо, у вас была кранк-музыка и у вас был «Органайзд Нойз». Но не существовало такого понятия, как трэп-музыка, её создал я, я её создал. Я ввёл термин, это был мой второй альбом, Trap Muzik, дропнутый в 2003-м. После этого появился целый новый жанр музыки. Открытая тропинка для каждого из вас, чтобы делать, что вы делаете, жить вашими жизнями, на телевидении, и быть принятыми массами. Массы приняли вас потому, что я открыл дверь и вы в неё вошли. Потому и не забывайте, кто открыл ту самую дверь.
К концу десятилетия вторая волна трэп-артистов продолжила набирать обороты и часто возглавляла хип-хоп-чарты «Билборда». Трэп-продюсер Лекс Люгер, вырвавшийся из относительной безвестности, приобрёл огромную популярность и затем спродюсировал более чем 200 песен в промежуток между 2010 и 2011 годами, включая ряд синглов для популярных мейнстрим-рэп-артистов, таких как «B.M.F. (Blowin' Money Fast)» Рика Росса, «H•A•M» Канье Уэста и Джея Зи и «Hard in da Paint» Ваки Флоки Флейма. С тех пор, как стал подниматься Люгер, его фирменный трэп-звук явился масштабным использованием 808-х, хрустящих снэров, быстрых хай-хэтов, синт-клавиш и оркестровки медных духовых, струнных, деревянных духовых и клавишных. Многое из его звучания было принято и включено другими хип-хоп-продюсерами, пытающимися воссоздать его успех, так как Люгеру часто приписывается популяризация современного трэп-звука. Начиная с 2010-х множество современных трэп-продюсеров снискали популярность, в частности 808 Mafia, Саутсайд, Сонни Диджитал, Янг Чоп, Лил Лоди, Драмма-Драма, Диджей Спинз и Метро Бумин. Некоторые продюсеры расширили свой диапазон до других жанров, таких как ар-н-би (Mike WiLL Made It) и электронная музыка (AraabMuzik).
В период с 2011-го по 2012-й трэп-песни поддерживали значительное присутствие в мейнстримных музыкальных чартах «Билборда» с большим количеством записей, выпущенных такими рэперами, как Янг Джизи, Чиф Киф и Фьючер. Сингл Джизи «Ballin’» достиг #57 в чарте «Билборда» и был признан одним из лучших треков Джизи через какое-то время. Сингл Фьючера «Turn On The Lights» был сертифицирован золотом и вошёл на #50 в Billboard Hot 100, а «I Don’t Like» и «Love Sosa» Кифа сгенерировали более 30 миллионов просмотров на YouTube, породив новый поджанр трэпа, названный дриллом. Музыкальные критики назвали стиль продакшна дрилла «кузеном по звуку для пугливого футворка, южно-прожаренного хип-хопа и 808-го пальца на спусковом крючке трэпа». Янг Чоп зачастую выделяется критиками в качестве самого характерного жанрового продюсера. Звучание музыки трэп-продюсера Лекса Люгера существенно повлияло на дрилл, а Янг Чоп выделил Шоти Редда, Драмма-Боя и Зайтовена как важных предвестников дрилл-движения. «I Don’t Like» воодушевил такого же уроженца Чикаго, как и Чиф Киф, знаменитого хип-хоп-продюсера и рэпера Канье Уэста сделать ремикс этой песни, который был включён в сборник Cruel Summer его лейбла GOOD Music. Стелиос Фили из GQ назвал трэп-музыку «звучанием хип-хопа в 2012 году».
Ввиду ощутимого присутствия в мейнстримных музыкальных чартах, трэп-музыка использовалась и артистами, исполняющими не хип-хоп. Песни ар-н-би-певицы Бейонсе «Drunk in Love», «Flawless» и «7/11» — все из её альбома 2013 года Beyoncé — также содержат отражение трэпа. Американская данс-поп-певица Леди Гага записала вдохновлённую трэпом песню «Jewels ’n Drugs» со своего альбома 2013 года Artpop, при участии рэперов T.I., Too Short и Twista. Комбинация поп- и трэп-музыки была встречена смешанными отзывами критиков. В сентябре 2013 года американская поп-певица Кэти Перри выпустила песню под названием «Dark Horse» при участии рэпера Juicy J, с её альбома 2013 года Prism, включавшую трэп-«привкус». Песня достигла вершины Billboard Hot 100 к концу января 2014 года.

### Середина 2010-х — настоящее время: Расширение и повсеместное распространение
В мае 2015 года трэп-музыка ещё раз всплыла на вершину мейнстримных музыкальных чартов, когда хит-сингл «Trap Queen» нью-джерсийского рэпера Фетти Уапа поднялся на 2-е место американского чарта Billboard Hot 100. Последующие синглы Уапа «My Way» и «679» так же достигли топа-20 американского Billboard Hot 100, сделав его первым мужским рэп-исполнителем, три песни которого находились в топе-20, впервые со времён Эминема в 2013 году.
Бруклинский рэпер Desiigner получил широкую известность в 2016 году после выпуска трека «Panda», поднявшегося на первую строчку чарта Billboard Hot 100. Популярности трэп-композициям поспособствовали и интернет-мемы. «Black Beatles» Rae Sremmurd и Гуччи Мейна попала на первую строчку Billboard Hot 100 после того, как стала активно использоваться во флешмобе Mannequin Challenge. Аналогичным образом чем-то вроде мема стала песня «Bad and Boujee» трио Migos и рэпера Lil Uzi Vert. Композиция также добралась до первой строчки Billboard Hot 100. В середине июня 2017 года 2 Chainz выпустил альбом под названием Pretty Girls Like Trap Music. Рэперша Карди Би обрела широкую популярность после выхода трека «Bodak Yellow», который занял первое место в Billboard Hot 100 в этом же 2017 году.
5 мая 2018 года Чайлдиш Гамбино выпустил песню «This Is America». Композиция была построена на резком контрасте между весёлыми мелодиями и угрожающими трэп-интонациями. Песня попала на 1-е место в Billboard Hot 100. В этом же году T.I., в преддверии выхода своего альбома Dime Trap, открыл в Атланте музей трэпа Trap Music Museum. Поп-певица Ариана Гранде выпустила в 2018 году альбом Sweetener, где присутствовали элементы трэпа. Эта линия продолжилась в следующем альбоме Thank U, Next. Некоторое влияние трэпа сохранилось и в последующем её альбоме Positions.
В 2019 году рэпер Lil Nas X выпустил с примесью кантри композицию «Old Town Road». Позже на неё был сделан ремикс при участии Билли Рэя Сайруса. Песня обрела вирусную популярность. В Billboard Hot 100 она достигла первой позиции, обновив рекорд по времени нахождения на первом месте.

## В России
Трэп не получил широкого распространения в РФ и СНГ, однако представители на русском языке были. Среди них можно выделить Yanix, Yung Trappa, T.A. Loc, Lottery Billz и Sahsmir. Русский трэп часто затрагивает темы криминала, измены и в целом достаточно мрачен по содержанию.

## Развитие

### EDM-трэп
В 2012 году направления электронной танцевальной музыки (EDM), включающие элементы трэп-музыки, такие как «трэп-хаус» (англ. trap house), «трэп-а-тон» (англ. trap-ah-ton) и «трэпстеп» (англ. trapstep), набирают всё большую популярность. Большинство этих поджанров совместили снейр и хай-хэты, характерные для хип-хоп-музыки, с суббасом и медленными темпами дабстепа, что создаёт «грязные, агрессивные биты [и] мрачные мелодии». Продюсеры электронной музыки, такие как Дипло, TNGHT, Baauer, Keys N Krates, Bro Safari, Luminox, Flosstradamus, RL Grime и Yellow Claw, увеличили свою популярность и привлекли более широкое внимание к производным формам трэпа. Этот так называемый EDM-трэп (англ. EDM trap) — жанр приобрёл характер смешивания звучания техно, даба и голландского хауса с семплами барабана Roland TR-808 и вокальными семплами, характерными для трэпа.
Во второй половине 2012-го эти различные ответвления трэпа получили всё большее распространение и осуществили значимое воздействие на американскую сцену электронной танцевальной музыки. Продюсерами и фанатами данная музыка изначально была наречена просто «трэпом», что привело к использованию термина «трэп» для обозначения музыки как рэперов, так и электронных продюсеров, а также к значительной путанице среди поклонников обоих направлений. Вместо того, чтобы указывать на определённый жанр, термин «трэп» применялся для описания двух отдельных жанров хип-хопа и танцевальной музыки. Новую волну жанра некоторые называли EDM-трэпом, чтобы различать его с рэп-жанром. Развивающийся EDM-трэп характеризовался инкорпорацией и стилевыми влияниями дабстепа, в котором трэп приветствовался как этап замены дабстепа в середине 2010-х. Новый этап, как правило, играет на 140 BPM с сильными бас-дропами, что с 2013 года получало всё большую популярность.
В 2013 году сделанное фанатами видео на трек EDM-трэп-продюсера Baauer «Harlem Shake» стало интернет-мемом, подвигнув трек стать первой трэп-песней, поднявшейся до 1-го места в чарте Billboard Hot 100. Пять популярных EDM-трэп-продюсеров выступили на Ultra Music Festival 2013 года в США — Carnage, ƱZ, DJ Craze, Baauer и Flosstradamus. Фестиваль Tomorrowland 2013 года включал «трэп-сцену» (англ. Trap Stage).
10 февраля 2013 года All Trap Music выпустили свой дебютный сборник, включающий 19 треков от таких артистов, как RL Grime, Flosstradamus, Baauer, Bro Safari, Buku, 12th Planet, Hucci и ƱZ. Описанный музыкальной прессой как первый альбом подобного рода, он достиг второго места в танцевальном чарте iTunes, а Vibe Magazine заявил, что он был «самым продаваемым EDM-трэп-альбомом в мире за всё время». В 2013-м Диджей Снейк и Лил Джон выпустили сингл «Turn Down for What», ставший для обоих коммерческим хитом, попавшим в чарты нескольких стран. Rolling Stone выбрали «Turn Down For What» как 2-ю лучшую песню 2014 года, сопроводив это текстом: «Самый безумный пати-джем года был также прекрасным протест-бэнгером для поколения, которому надоело всё. Диджей Снейк обеспечивает дребезжащей до синапсов EDM и южной трэп-музыкой; Лил Джон отвечает за драконоогненные вскрики о весёлом, славном, глоустик-панковом „фак ю“». Трэп-музыка также снискала славу в международном масштабе, особенно в Южной Корее. В ноябре 2014 года кей-поп-дуэт G-Dragon и Taeyang из южнокорейского бой-бэнда BIGBANG выпустил сингл «Good Boy», в котором явно прослеживаются особенности трэпа и электронной музыки. Сингл набрал 2 миллиона просмотров менее чем за 24 часа и был встречен позитивными отзывами музыкальных критиков.

### Латинский трэп
В 2015 году широко распространилось такое понятие, как «Латинский трэп» (англ. Latin trap). Всё началось с пуэрто-риканских музыкантов, которые стали использовать в своих треках элементы трэпа. Среди наиболее известных исполнителей, записывавшихся в этом поджанре трэпа, выделяются: Bryant Myers, Ануэль АА, Miky Woodz, Almighty, Малума, Бэд Банни, Осуна, De La Ghetto, Farruko и Arcángel. Карди Би перезаписала свой хит «Bodak Yellow» на испанском языке, назвав эту версию «Latin Trap Remix». Латинский трэп часто смешивается с реггетоном, имея более медленный ритм.